# Podsol

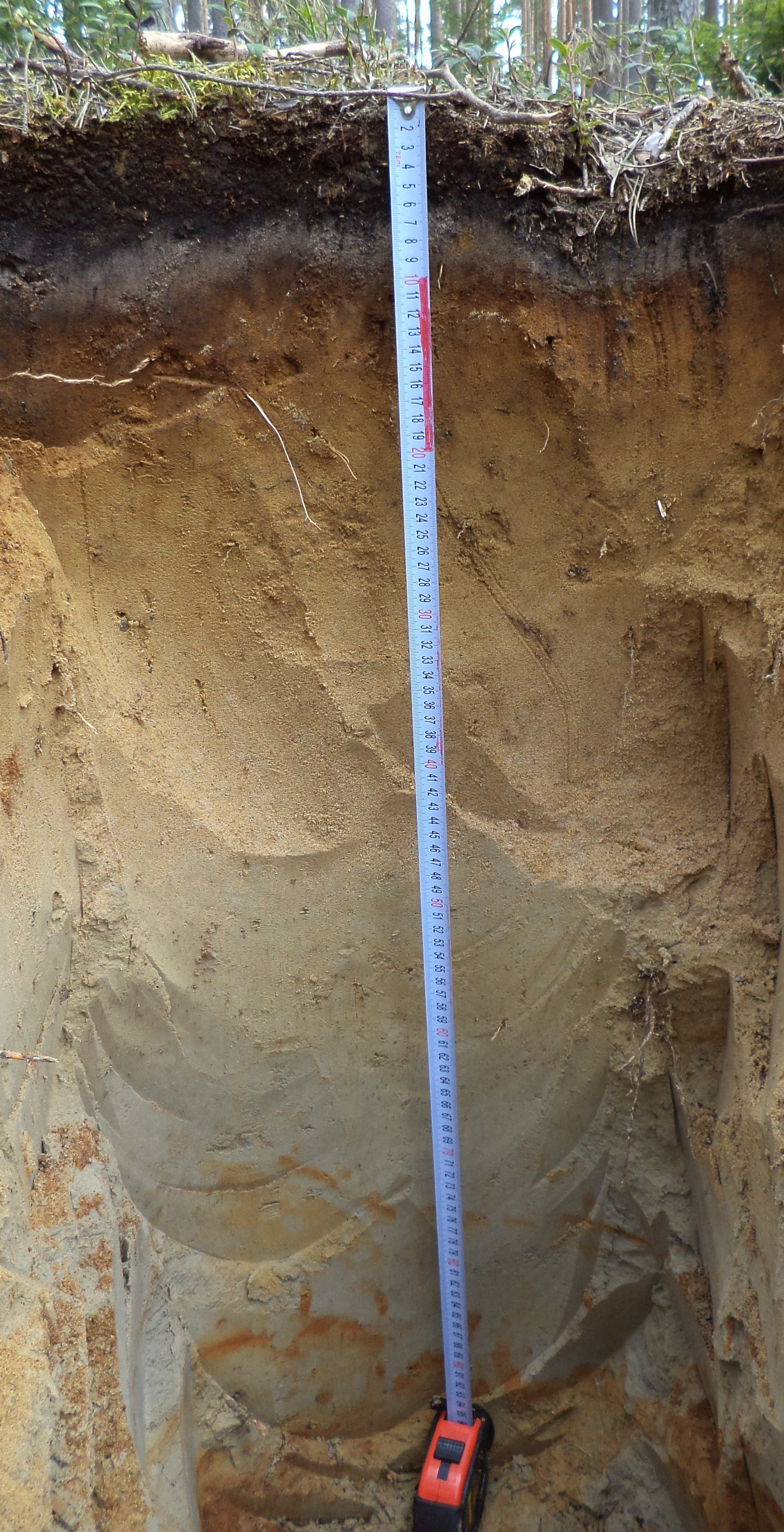
Perfil del podsol.

El podsol es un tipo de suelo característico de climas fríos y húmedos (Canadá, Escandinavia y Rusia septentrional) o templado frío (vertiente atlántica de Europa y Tierra del Fuego), con abundantes precipitaciones, que se caracteriza por una alta lixiviación, que propicia que una gran cantidad de sustancias superficiales migren a niveles inferiores. El horizonte B se caracteriza por un alto depósito de óxidos, que confieren a esta capa unas tonalidades rojizas características, y de materia orgánica negra.
Su nombre significa en ruso ‘debajo de las cenizas’ (de под [pod], ‘debajo’, y зола [zola], ‘cenizas’). Es un Grupo de Suelos de Referencia en el sistema World Reference Base for Soil Resources (WRB), donde se llama podzol, y un orden en el sistema Soil Taxonomy de los Estados Unidos, donde se llama spodosol. 
Las condiciones ambientales (frío, mucha lluvia, acidez de la roca-madre, textura arenosa) son desfavorables para lombrices y otros animales, que normalmente llevan la hojarasca adentro del suelo mineral, y por eso se acumula una capa orgánica superficial. Si la hojarasca principalmente consiste de árboles resinosos y brezos, la descomposición por bacterias y hongos también es lenta. Se forma un humus ácido (pH superficial de 3,5 a 4,5) que, de ser filtrante la roca madre subyacente (como son los casos de la arena y de la arenisca) ataca a la arcilla y la degrada. Las aguas infiltradas lixivian ese suelo y hacen descender más o menos profundamente su hierro y su alúmina. La parte inferior del primer horizonte consta entonces esencialmente de finos granos de cuarzo y adquiere el aspecto y el color de la ceniza. El horizonte B, en el cual se acumula el hierro, puede ser cementado por este hasta formar un estrato concrecionado.
En un podsol se distinguen de arriba abajo las siguientes capas:
- un horizonte orgánico superficial negro, fibroso, de materia orgánica parcialmente descompuesta,
- una capa delgada de granos silíceos mezclados con humus,
- un horizonte eluvial (o sea, lixiviado por las aguas), pulverulento como la ceniza y de su mismo color gris claro,
- un horizonte de acumulación iluvial, subdividido en una delgada capa con hasta 10 % de humus, y
- un estrato pardo rojizo, rico en hierro y alúmina.

Existen variantes en las cuales puede faltar alguna de las capas reseñadas, salvo las capas de iluviación.